# Isaac Dunbar
Isaac Dunbar (* 17. März 2003 in Barnstable, Massachusetts) ist ein US-amerikanischer Singer-Songwriter.

## Karriere
Dunbar ist italienischer und liberianischer Herkunft. Schon im Alter von neun Jahren machte er selbst Musik im Bereich des EDM. Als Fan von Lady Gaga entdeckte er die Musik des Produzenten Madeon (beteiligt an Lady Gagas Album Artpop), die ihn stark inspirierte. Musiktheorie und den Umgang mit dem Synthesizer brachte er sich schließlich selbst bei, mithilfe von YouTube-Tutorials und der Auseinandersetzung mit Artpop.
Im Alter von 12 Jahren begann Dunbar, eigene Lieder auf SoundCloud zu veröffentlichen. Erste Bekanntheit erlangte er, als der Blog We Are Going Solo am 31. Oktober 2017 sein Lied Pharmacy vorstellte. Ende 2018 erhielt er weitere Aufmerksamkeit, vor allem dank der Lieder Freshman Year (vorgestellt auf The Fader am 2. Oktober) und Blonde; außerdem wurde Pharmacy in der Radiosendung Beats 1 von Zane Lowe gespielt. Das Magazin Wonderland stellte am 12. Februar 2019 sein Lied Mime vor.
In Eigenproduktion veröffentlichte Dunbar im Juli 2019 seine Debüt-EP Balloons Don’t Float Here. Die Single Ferrari wurde vom Magazin Complex vorgestellt. Im Herbst 2019 begleitete Dunbar die Sängerin Girl in Red auf ihrer Tournee, und im November war er Teil der Konzertreihe Push Live von MTV.
Im Oktober 2019 erhielt Dunbar einen Plattenvertrag mit RCA Records. Bei RCA debütierte er im Januar 2020 mit der Single Isaac’s Insects und noch im selben Monat fand er Eingang in die Listen bemerkenswerter Newcomer von Idolator und E!News. Es folgte das Lied Makeup Drawer, vorgestellt von Billboard. Letzteres hatte Dunbar mit 14 Jahren geschrieben und verarbeitete seine persönlichen Erfahrungen mit Homophobie. Die EP Isaac’s Insects erschien am 9. April 2020 bei RCA.
Am 14. April 2020 sollte Dunbar von Los Angeles aus seine erste Tournee durch die USA und Europa unternehmen, allerdings musste diese aufgrund der COVID-19-Pandemie verschoben werden. Für den Soundtrack der Fernsehserie Love, Victor steuerte Dunbar 2020 in Zusammenarbeit mit Leland das Lied God, This Feels Good bei. Am 19. Februar 2021 erschien Dunbars zweite EP bei RCA, Evil Twin.

## Diskografie

### EPs
- Balloons Don’t Float Here (2019)
- Isaac’s Insects (RCA, 2020)
- Evil Twin (RCA, 2021)

### Singles
- Freshman Year (2018)
- Blonde (2019)
- Mime (2019)
- Pharmacy (2019)
- Cologne (2019)
- Ferrari (2019)
- Body (2019)
- Onion Boy (2019)
- Isaac’s Insects (2019)
- Makeup Drawer (2020)
- Scorton’s Creek (2020)
- Comme des Garçons (Like the Boys) (2020)
- God, This Feels Good (2020)
- Miss America (2020)
- Love, or the Lack Thereof (2020)
- Intimate Moments (2020)
- Pink Party (2021)
- Fan Behavior (2021)
- Bleach (2022)

## Belege
1. ↑  Glenn R‘: Isaac Dunbar’s ‘Isaac’s Insects’: Album Inspirations Interview. In: Billboard. 9. April 2020, abgerufen am 4. Juni 2021 (englisch).
2. ↑  Foundations: Isaac Dunbar. In: Clash Magazine. 15. April 2020, abgerufen am 4. Juni 2021 (englisch).
3. ↑  Mike Wass: Interview: Isaac Dunbar Talks ‘scorton’s creek,’ New Music & Quarantine. In: Idolator. 30. März 2020, ehemals im Original (nicht mehr online verfügbar); abgerufen am 2. Mai 2020 (englisch). (Seite nicht mehr abrufbar. Suche in Webarchiven)
4. 1 2 3  Isaac Dunbar. RCA Records, abgerufen am 4. Juni 2021 (englisch).
5. ↑  Jake Shears: isaac – PHARMACY demo. In: wearegoingsolo. 31. Oktober 2017, abgerufen am 4. Juni 2021 (englisch).
6. ↑  Steffanee Wang: Relive the best and worst parts of high school by watching this video. In: The Fader. 2. Oktober 2018, abgerufen am 4. Juni 2021 (englisch).
7. ↑  PREMIERE: ISAAC DUNBAR – “MIME”. In: Wonderlandmagazine. 2. Februar 2019, abgerufen am 4. Juni 2021 (englisch).
8. ↑  Charlie Zhang: Isaac Dunbar Drops Latest EP ‘balloons don’t float here’. In: Hypebeast. 14. Juli 2020, abgerufen am 4. Juni 2021 (englisch).
9. ↑  Joe Price: Rising Star Isaac Dunbar Drops New Single “isaac’s insects”. In: Complex. 10. Juli 2020, abgerufen am 4. Juni 2021 (englisch).
10. ↑  Jo Peters: Isaac Dunbar returns with new single ‘Body’ + girl in red support dates. In: Withguitars. 10. Oktober 2019, abgerufen am 4. Juni 2021 (englisch).
11. ↑  MTV PUSH LIVE ANNOUNCES FALL 2019 CONCERT SERIES LINEUP. MTV, 8. Oktober 2019, archiviert vom Original (nicht mehr online verfügbar) am 4. Mai 2022; abgerufen am 4. Juni 2021 (englisch).  Info: Der Archivlink wurde automatisch eingesetzt und noch nicht geprüft. Bitte prüfe Original- und Archivlink gemäß Anleitung und entferne dann diesen Hinweis.
12. ↑  Mike Nied: Rising Star Isaac Dunbar Drops New Single “isaac’s insects”. In: Idolator. 23. Januar 2020, ehemals im Original (nicht mehr online verfügbar); abgerufen am 4. Juni 2021 (englisch). (Seite nicht mehr abrufbar. Suche in Webarchiven)
13. ↑  Mike Wass: On The Verge: 40 Artists To Watch In 2020. In: Idolator. 10. Januar 2020, ehemals im Original (nicht mehr online verfügbar); abgerufen am 4. Juni 2021 (englisch). (Seite nicht mehr abrufbar. Suche in Webarchiven)
14. ↑  Trey Lyons: 15 FUTURE POP STARS YOU NEED TO KNOW NOW. In: e!online. Abgerufen am 4. Juni 2021 (englisch).
15. 1 2  Stephen Daw: Isaac Dunbar Delivers a High-Fashion Kiss-Off to Internalized Homophobia With ‘Makeup Drawer’. In: Billboard. 20. Februar 2020, abgerufen am 4. Juni 2021 (englisch).
16. ↑  Jael Goldfine: Welcome to Isaac Dunbar’s ‘Makeup Drawer’. In: Paper. 20. Februar 2020, abgerufen am 4. Juni 2021 (englisch).
17. ↑  Mike Nied: Isaac Dunbar Drops Excellent 'isaac's insects' EP: Stream. In: idolator. 9. April 2020, ehemals im Original (nicht mehr online verfügbar); abgerufen am 4. Juni 2021 (englisch). (Seite nicht mehr abrufbar. Suche in Webarchiven)
18. ↑  Glenn Rowley: Rising Teen Pop Star Isaac Dunbar Unwraps ‘Isaac’s Insects’ Video, Talks Major Label Debut: Exclusive. In: billboard. 22. Januar 2020, abgerufen am 4. Juni 2021 (englisch).
19. ↑  Isaac Dunbar – isaac’s insects. In: the360mag. Abgerufen am 4. Juni 2021 (englisch).
20. ↑  Isaac Dunbar: Post. In: Instagram. Abgerufen am 4. Juni 2021 (englisch): „in these strange times i unfortunately have to announce my european tour this month will be rescheduled to march 2021“
21. ↑  Mike Wass: Disney Rolls Out ‘Love, Victor’ EP Featuring Isaac Dunbar. In: Idolator. 18. Juni 2020, ehemals im Original (nicht mehr online verfügbar); abgerufen am 4. Juni 2021 (englisch). (Seite nicht mehr abrufbar. Suche in Webarchiven)
22. ↑  Catherine Walthall: Isaac Dunbar Releases his ‘evil twin’ in a Storm of Alternative Pop Ballads. In: American Songwriter. 19. Februar 2021, abgerufen am 4. Juni 2021 (englisch).

| Personendaten    | Personendaten                       |
| ---------------- | ----------------------------------- |
| NAME             | Dunbar, Isaac                       |
| KURZBESCHREIBUNG | US-amerikanischer Singer-Songwriter |
| GEBURTSDATUM     | 17. März 2003                       |
| GEBURTSORT       | Barnstable, Massachusetts           |